# Corre la voz (álbum)
Corre La Voz  es un álbum musical compilado de varios artistas, donde interpretan algunos de los villancicos más conocidos del folclore universal. Este LP fue publicado por Sonorodven y en el participan, entre otros: Ricardo Montaner, Karina, Guillermo Carrasco, Amilcar Boscan, Pablo Manavello, Jorge Rigó, Kiara, Frank Quintero, Melissa, entre otros más.
Los temas que se destacaron de esta producción musical fueron "Rodolfo El Reno", cantado por Karina, "El Tamborilero" interpretado por Ricardo Montaner, “Noche de paz” a dúo Melissa y Guillermo Carrasco y el tema que le da título al álbum “Corre La Voz” interpretado por todos los que participan en el disco.

## Datos del álbum
- Una producción de Sonorodven a cargo de: Luis Oliver y Pablo Manavello.
- Dirigida por: Pablo Manavello.
- Grabado en: Estudio Audio Uno-Caracas, Venezuela.
- Ingeniero de Grabación y Mezcla: Nucho Bellomo.
- Ingeniero Asistente de Grabación: Alejandro Rodríguez.
- Tema: “Corre La Voz”: Letra de Gloria Martín y música de Pablo Manavello.
- Músicos que intervienen en este álbum: Guitarra: Álvaro Falcón || Percusión: Ricardo Delgado || Cuatro: Emiro Delfín.
- Coros: Oscar Galean, Eduardo Slambury, Edgar Slambury, Beatriz Corona, Francis Benítez, Ely Orsini, Ilba Rojas, Alejandro Salas, Mariela Martín, Olga Martín.
- Diseño Gráfico: Carolina Kann.
- nb 87-5329.
- Hecho en Venezuela por Rodven Discos y Distribuido por Sonorodven.

## Temas
Lado A:
1. “Corre La Voz” (cantan: Todos).
2. “Feliz Navidad” (canta: Amilcar Boscán).
3. “El Tamborilero” (canta: Ricardo Montaner).
4. “Niño Lindo” (cantan: Mirtha y René Romero).
5. “Jingle Bells” (cantan: Mirla y Pablo Manavello).

Lado B:
1. “Noche De Paz” (cantan: Melissa y Guillermo Carrasco).
2. “Rodolfo El Reno” (canta: Karina).
3. “Adeste Fideles” (canta: José Antonio García).
4. “Aguinaldo Venezolano” (cantan: Kiara y Freddy López).
5. “Abre Las Puertas Del Alma” (canta: José Alberto Mugrabi).
6. “Blanca Navidad” (canta: Jorge Rigó)

## Sencillos extraídos delálbum“Corre La Voz”.
01. Maxi-single-PROMO: "Corre La Voz" (con su respectivo videoclip).
Lado A: "Corre La Voz" (Mono).
Lado B: "Corre La Voz" (Stereo).
02. Single: "Rodolfo El Reno" (con su respectivo videoclip).
03. Single: "El Tamborilero" (con su respectivo videoclip.
- Datos: Q5789076